# CP série 3150
La série UTE 3150 est une série d'automotrices électriques des chemins de fer portugais, les CP.
Elle est équipée de freins Knorr-Bremse.